# Днопоглиблювальні роботи

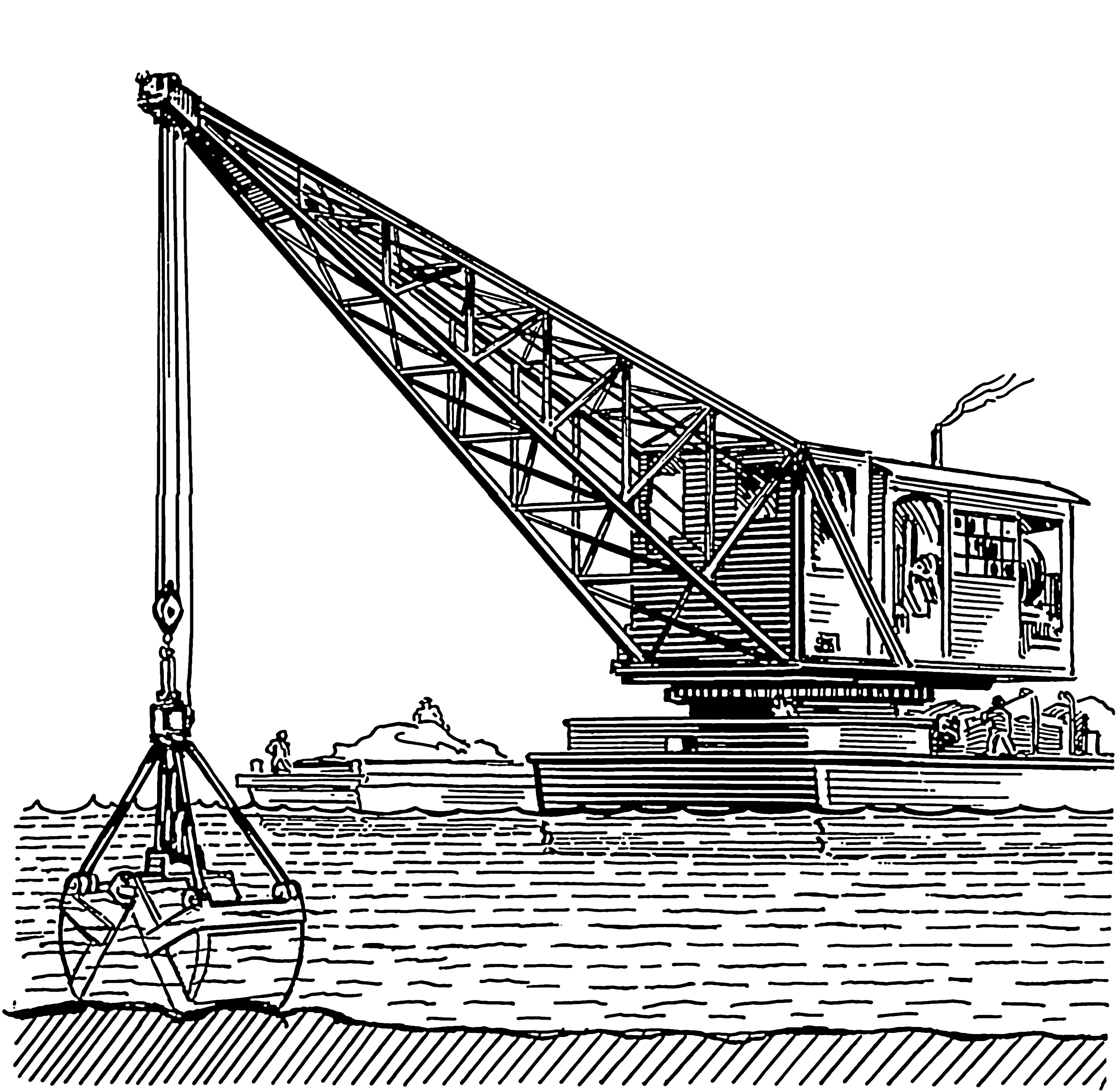
Дражна розробка

Експлуатаційні днопоглиблювальні роботи — днопоглиблення для підтримання паспортних навігаційних габаритів на підхідних каналах (портових акваторіях), водних шляхах.
Для проведення днопоглиблювальних робіт потрібен дозвіл на проведення робіт на землях водного фонду.
Договори щодо днопоглиблення в акваторії морських портів регулюються законодавством про публічні закупівлі.
Програма діяльності уряду в 2019 році передбачала поглиблення акваторій морських портів, а також акваторій портів та на внутрішніх водних шляхах.
Обладнання для днопоглиблювальних робіт:
- Морський земснаряд
- Землечерпальний снаряд
- Землесосний снаряд
- Драга
- Драгова розробка